# جعفر بن برقان
أبو عبد الله جَعْفَر بن برْقَان الْجَزرِي الْكلابِي بالولاء، (- 154 هـ) محدث وفقيه من تابعي التابعين، من رواة الحديث كَانَ صَدُوقًا، وَكَانَ لَهُ رِوَايَة وَفقه وفتوى، غير أنه ضعيف في روايته عن الزهري، وفي غيرها هو ثبت ثقة، ماتَ سنة أَربع وَخمسين وَمِائَة.

## روايته للحديث النبوي
- روى عن: عكرمة، وعطاء بن أبي رباح، ويزيد بن الأصم، وميمون بن مهران ونافع وثابت بن الحجاج والزهري.
- روى عنه: معمر والثوري وعيسى بن يونس ووكيع وأبو نعيم وابن كناسة.[2]

## أقوال العلماء فيه
أقوال علماء الجرح والتعديل فيه:
- قال أبو أحمد بن عدي الجرجاني : مشهور معروف في الثقات وهو ضعيف في الزهرى خاصة ويقيم روايته عن غير الزهرى، وثبتوه في ميمون بن مهران وغيره، وأحاديثه مستقيمة حسنة.
- وقال أبو جعفر العقيلي : ضعيف في روايته عن الزهري.
- وقال أبو حاتم الرازي : محله الصدق يكتب حديثه.
- وقال أبو حفص عمر بن شاهين : ثقة في غير الزهري.
- وقال أحمد بن حنبل : إذا حدث عن غير الزهري فلا بأس به وفي حديث الزهري يخطئ، ومرة: ثقة ضابط لحديث ميمون وحديث يزيد بن الأصم وهو في حديث الزهرى يضطرب ويختلف فيه.
- وقال أحمد بن شعيب النسائي : ليس بالقوي في الزهري، وفي غيره لا بأس.
- وقال أحمد بن صالح الجيلي : ثقة.
- وقال ابن حجر العسقلاني : صدوق يهم في حديث الزهري.
- وقال الدارقطني : كان أميا. في حفظه بعض الوهم
- وقال الذهبي : ثقة في غير الزهري.
- وقال زكريا بن يحيى الساجي : عنده مناكير.
- وقال سفيان الثوري : ما رأيت أفضل منه.
- وقال سفيان بن عيينة : ثقة بقية من بقايا المسلمين.
- وقال محمد بن إسحاق بن خزيمة : لا يحتج به إذا انفرد.
- وقال محمد بن إسماعيل البخاري : ثقة ربما يخطئ في الشيء.
- وقال محمد بن سعد كاتب الواقدي : ثقة صدوق له رواية وفقه وفتوي في دهره، وكان كثير الخطأ في حديثه.
- وقال محمد بن عبد الله بن نمير : ثقة، أحاديثه عن الزهري مضطربة.
- وقال مروان بن محمد الطاطري : جعفر بن برقان والله الثقة العدل.
- وقال مصنفوا تحرير تقريب التهذيب : ثقة أحاديثه عن الزهري مضطربة فهو فيها ضعيف.
- وقال يحيى بن معين : ثقة ويضعف في روايته عن الزهري، ومرة: ليس بذاك في الزهري، ومرة: ثقة صدوق وما أصح روايته عن ميمون بن مهران وأصحابه.
- وقال يعقوب بن سفيان الفسوي : ثقة.[3]